# Campylopus asperifolius
Campylopus asperifolius är en bladmossart som beskrevs av Mitten 1869. Campylopus asperifolius ingår i släktet nervmossor, och familjen Dicranaceae. Inga underarter finns listade i Catalogue of Life.